# Мушковай (село)
Мушкова́й (рос. Мушковай) — село в Увинському районі Удмуртії, Росія.

## Населення
Населення — 333 особи (2010; 339 в 2002).
Національний склад станом на 2002 рік:
- удмурти — 52 %
- росіяни — 46 %

## Урбаноніми[3]
- вулиці — Ключева, Нова, Польова, Праці, Ставкова, Шкільна